# Korzelice
Korzelice (ukr. Кореличі) – wieś na Ukrainie w rejonie lwowskim (wcześniej w rejonie przemyślańskim) należącym do obwodu lwowskiego.
Wschodnią część wsi stanowi dawniej odrębna wieś Hulków.

## Położenie
Na podstawie Słownika geograficznego Królestwa Polskiego i innych krajów słowiańskich: Korzelice to wieś w powiecie przemyślańskim, na południe od Przemyślan.

## Historia
W 1921 wieś liczyła 371 zagród i 1896 mieszkańców, w tym 1648 Ukraińców, 177 Polaków i 71 Żydów. W 1931 zagród było 198 a mieszkańców 2112.
W 1940 NKWD deportowało 52 osoby.